# Pęczek podłużny górny
Pęczek podłużny górny (łac. fasciculus longitudinalis superior, ang. superior longitudinal fascicle, SLF) – w anatomii człowieka pęczek włókien kojarzeniowych, łączący zakręty grzbietowo-bocznej powierzchni mózgu.
Obecnie uważa się, że pęczek ten składa się z czterech części: SLF I, SLF II, SLF III i pęczka łukowatego.